# Масло чёрного тмина
Масло чёрного тмина, чернушки или нигеллы (англ. Black seed oil, масло черного семечка) — это маслянистая жидкость цвета заваренного черного чая или же коньяка. Если масло желтое, значит оно разбавленное или это настой на другом дешевом масле. Продукт обладает характерным вкусом и запахом. Масло производят из разного сырья — семян черну́шки дама́сской (лат. Nigélla damáscena), или черну́шки посевно́й (лат. Nigēlla satīva).

## Получение
Масло получают из семян методом холодного отжима.

## Состав
Основной компонент растительного масла — нигеллон (nigellone), или нигелаза, который является производным двух веществ дитимохинона и тимохинона или только карбонильного полимера тимохинона. В состав также входят фосфолипиды, липаза, ацетаты, эргостенил, глицерин, селинен, катехины, энзимы, эфирные масла, алкалоиды и целый ряд кислот, суммарный объём которых составляет почти треть продукта. Состав жирных кислот многочисленен и разнообразен — линолевая (55-65 %), олеиновая (15-18 %), пальмитиновая (10-12 %), стеариновая (1-3 %), миристиновая, бегеновая, маргариновая, арахиновая, пентадекановая и их производные.

## Свойства
Масло чёрного тмина имеет следующие показатели, или числа: кислотное — 1,5, йодное — 84, эфирное — 149,5, омыления — 151, определённые в соответствии с методикой ГФ XI.

## Использование
С использованием масла черного тмина выпускаются биологически активные пищевые добавки и косметические средства (например, шампунь и другие средства для ухода за волосами). Тимохинон изучается на предмет наличия свойств нейропротектора.